# Црквина у Славковици
Црквина или Манастирина је назив за рушевине средњовековног манастира, које се налазе у Славковици код Љига, у подножју Сувоборског Рајца. Подизање комплекса се смешта у крај XIII или почетак XIV века, а постоје хипотезе да гробови у њеном нартексу припадају деспоту ђурђу Бранковићу, његовој супрузи Јерини и сину Лазару.
Археолошка истраживања комплекса обављена су у периоду од 1973. до 1978. године, док су ситнији заштитни радови изведени 1998. године. Рушевине манастира се данас налазе под заштитом Републике Србије, као споменик културе од великог значаја, а послужиле су и као сценографија за један сегмент филма Повратак Отписаних. Реконструкција средњовековне Цркве ваведења Пресвете Богородице завршена је 2018. године.

## Прошлост локалитета
Сматра се да је крајем 13. век или почетком 14. века, на овом месту подигнута црква једнобродне основе, коју народно предање везује за празник Ваведења Богородичиног. Њена унутрашњост је подељена на три травеја, а на њеном источном крају се налази велика олтарска апсида, неправилне потковичасте основе. Направљена је од необрађеног камена, вероватно није била живописана, тако да њен једини украс представљају лезене на фасади. Цркви је, средином XV века, дозидан нартекс, добила је и куполу, а око ње је подигнут низ других грађевина и зид, чиме је она постала средиште манастира. Простор око ње, коришћен је за сахрањивање, од XIV до XVI века, после чега је највероватније запустела.
У просторији уз јужни зид нартекса, налазе се три масивна камена саркофага, у којима су сахрањене три угледне личности, који су свакако били манастирски ктитори. У њима су нађени земни остаци двојице мушкараца (старијег и млађег) и једне (старије) женске особе, у чијим рукама је нађена камеја са ликом светог Николе. Она се датира у X/XI век и данас се чува у београдском Народном музеју, а на основу неких извора, повезује се личношћу Јерине Бранковић, због чега поједини научници сматрају да гробови у цркви припадају њој, њеном мужу и једном од синова.